# Krnča
Krnča (deutsch Krentz, ungarisch Kerencs – bis 1907 Krencs) ist eine Gemeinde im Westen der Slowakei mit 1379 Einwohnern (Stand 31. Dezember 2024) und gehört zum Okres Topoľčany, einem Kreis des Nitriansky kraj.

## Geographie
Die Gemeinde befindet sich am nordwestlichen Rand des Gebirges Tribeč am Mittellauf des Baches Dršna (Flusssystem Nitra). Das Ortszentrum liegt auf einer Höhe von 230 m n.m. und ist acht Kilometer von Topoľčany entfernt.
Nachbargemeinden sind Bošany im Norden, Klátova Nová Ves im Nordosten und Osten, Zlatno im Süden und Práznovce im Westen.

## Geschichte
Im Gemeindegebiet von Krnča sind Siedlungen der Lausitzer Kultur, einer Siedlung aus der Hallstattzeit sowie der Puchauer Kultur archäologisch nachgewiesen.
Der Ort wurde zum ersten Mal 1183 als Kernulch schriftlich erwähnt. Er gehörte anfangs zur Familie Divéky und wurde 1293 ein Teil der Abtei von Klíž. Durch Heiraten gehörte das Gut dann verschiedenen Mitgliedern des niederen Adels. Während der Gefechte zwischen örtlichen Anhängern von Hussiten und Truppen von Sigismund von Luxemburg zwischen 1432 und 1435 wurde die Ortschaft in Mitleidenschaft gezogen. Weitere Besitzer stammten aus den Geschlechtern Gosztonyi und Ordódy. 1828 zählte man 73 Häuser und 507 Einwohner, die in der Landwirtschaft, Weinbau sowie als Fuhrmänner und Hirten beschäftigt waren. Im 19. Jahrhundert arbeitete eine Brennerei im Ort, 1904 richtete ein Brand großen Schaden an. 1906 ließ Graf Gabriel Matuschka-Toppolczan eine Werkstatt für Häkeln gründen.
Bis 1918 gehörte der im Komitat Neutra liegende Ort zum Königreich Ungarn und kam danach zur Tschechoslowakei beziehungsweise heute Slowakei.

## Bevölkerung
| Jahr                | 1994 | 2004    | 2014    | 2024    |
| ------------------- | ---- | ------- | ------- | ------- |
| Anzahl der Personen | 1275 | 1299    | 1333    | 1379    |
| Unterschied         |      | +1,88 % | +2,61 % | +3,45 % |

| Jahr                | 2023 | 2024    |
| ------------------- | ---- | ------- |
| Anzahl der Personen | 1373 | 1379    |
| Unterschied         |      | +0,43 % |

Nach der Volkszählung 2011 wohnten in Krnča 1339 Einwohner, davon 1319 Slowaken, vier Tschechen, jeweils zwei Magyaren und Polen und ein Mährer; ein Einwohner gehörte zu einer anderen Ethnie. Zehn Einwohner machten diesbezüglich keine Angabe. 805 Einwohner bekannten sich zur römisch-katholischen Kirche, 456 Einwohner zur evangelischen Kirche A. B., vier Einwohner zu den Zeugen Jehovas und ein Einwohner zur orthodoxen Kirche; zwei Einwohner bekannten sich zu einer anderen Konfession. 51 Einwohner waren konfessionslos und bei 20 Einwohnern wurde die Konfession nicht ermittelt.

## Hier geborene Persönlichkeiten
- Johannes Ribiny (* 1722, † 1788), evangelischer Theologe und Schriftsteller

## Bauwerke
- römisch-katholische Kirche aus dem Jahr 1948
- evangelische Kirche aus dem Jahr 1970
- Denkmal an den Slowakischen Nationalaufstand

Von dem ehemaligen, vor 1690 errichteten und nach 1960 abgerissenen Landschloss ist heute fast nichts mehr übrig geblieben.